# 필립 리 (정치인)

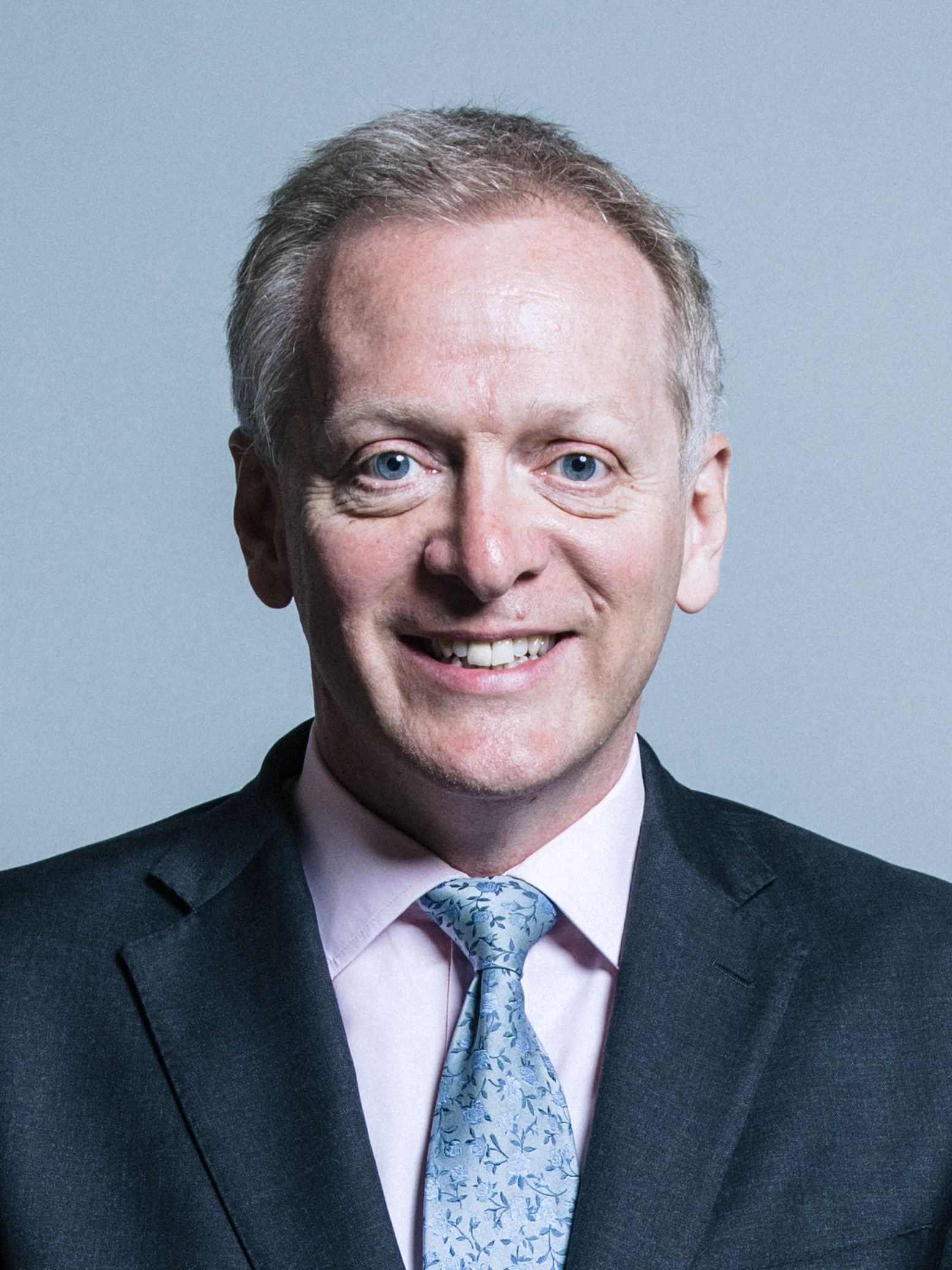

필립 제임스 리(Phillip James Lee)는 영국의 정치인으로, 노딜 브렉시트를 강행하는 보수당에 반대하기 위해 의사당 내에서 야당 의석으로 자리를 옮겨감으로서 자유민주당으로 당적을 이동해 화제가 되었다.